# Зосима Соловецкий
Зоси́ма Солове́цкий (ум. 17 апреля 1478) — один из основателей Соловецкого монастыря; святой Русской Церкви, почитается в лике преподобных, память 17 (30) апреля и 8 (21) августа.

## Жизнеописание
Родился в Новгородской республике, в селе Толвуя (по другим версиям в Шуньге), на берегу Онежского озера. Спасаясь на поморье, в устье реки Сума, встретился с иноком Германом, который до того жил с преподобным Савватием на Соловецком острове. Прибыв на этот остров в 1436 году, они построили себе бревенчатую келью. Жития описывают брань, которую бесы возвели на Зосиму, являясь к нему в образе змей, ящериц и скорпионов. Вскоре к Зосиме стали стекаться ученики (инок Феодосий и рыбак Марк, принявший имя «Макарий»), которые построили храм Преображения. Затем братьям потребовался антиминс для храма, который испросили у архиепископа Ионы. Так собралось вокруг Зосимы 22 брата, которые варили соль и ловили рыбу. Сперва игуменом монастыря был назначенный архиепископом Павел, потом — Феодосий, и лишь после их ухода братья избрали игуменом Зосиму, которого и утвердил архиепископ Иона. Летом братии досаждали комары, во время выкуривания которых сгорела строящаяся церковь. Однако Зосима счёл это не божественным знаком, а кознями дьявола и повелел продолжать строительство Успенского храма и трапезной. В монастыре был принят Иерусалимский устав.
В 1465 году преподобный Зосима перенёс мощи преподобного Савватия с реки Выг в свою обитель. По делам обители Зосиме приходилось ходатайствовать в Новгороде, в том числе и перед знаменитой Марфой-посадницей. Она принимала его в своём доме и дала монастырю грамоту о правах на три острова Соловецкий, Анзер и Муксома. Впоследствии появилось мнение, что данный документ не мог быть выдан Марфой, а является поздней подделкой соловецких монахов.
Зосима умер в 1478 году; канонизован церковным собором 1547 года и тогда же ему была написана служба. 8 (18) августа 1566 года его мощи перенесены в придел соборного храма, посвящённый преподобному Зосиме и Савватию. Житие преподобного Зосимы и Савватия написано соловецким игуменом Досифеем — частично по собственным воспоминаниям, частично по рассказам инока Германа; литературную обработку ему дал в 1503 году митрополит Киевский Спиридон, и в таком виде оно, почти без изменений, вошло в состав печатной Четьи-минеи; напечатана в «Православном собеседнике» 1859, кн. II.
В период Соловецкого восстания 1657—1676 годов почитание преподобных Зосимы и Савватия широко распространилось в среде старообрядцев.

## В современной культуре
Зосима Соловецкий стал персонажем романа Дмитрия Балашова «Марфа-посадница».